# Josef Anderle
Josef Anderle (14. března 1881, Čáslav – 5. února 1959, Praha) byl profesorem technické mechaniky a termomechaniky na Českém vysokém učení technickém v Praze. V akademickém roce 1931–1932 byl jeho rektorem.

## Život
Narodil se v rodině učitele Františka Anderleho a jeho manželky Terezie, rozené Maškové.
Dne 14. 8. 1911 se v Sofii oženil. Manželka Věra, rozená Sacharovová (1885–??) byla bulharského původu.
Byl proděkanem Vysoké školy zemědělského a lesního inženýrství při Českém vysokém učení technickém a pro školní rok 1924/1925 byl zvolen jejím děkanem. Dne 5. prosince 1931 byl slavnostně instalován ve funkci rektora Českého vysokého učení technického. Funkci opustil v následujícím školním roce.

## Dílo
Kromě pedagogické činnosti byl autorem řady odborných spisů, zejména o zemědělských strojích.